# Simon Chapman (Mediziner)
Simon Fenton Chapman (* 1951 in Bowral, New South Wales) ist ein australischer Mediziner und Professor für Öffentliche Gesundheit an der Universität Sydney. Bekannt ist er vor allem durch seinen Arbeiten zu den Gefahren des Tabakkonsums sowie seinen Einsatz gegen das Tabakrauchen.

## Akademische Laufbahn
Chapman studierte Soziologie, Psychologie, Philosophie und Anglistik an der University of New South Wales und erwarb 1972 einen Bachelor of Arts. 1977 erwarb er einen Masterabschluss mit einer später ausgezeichneten Arbeit über "Advertising and psychotropic drugs - the place of myth in ideological reproduction". Im Jahr 1984 erfolgte die Promotion in Medizin über "Cigarette advertising as myth: a re-evaluation of the relationship of advertising to smoking" an der Universität Sydney. Seit Januar 2000 ist er dort Professor für Öffentliche Gesundheit.
Chapmans Arbeitsschwerpunkte liegen in der Erforschung von Krebserkrankungen, Übergewicht, Diabetes mellitus und Herz-Kreislauf-Erkrankungen, dem gesunden Altern und modernen Gesundheitspaniken. Besonderes Gewicht nahmen seine Forschungen zu Tabakkonsum und dessen Gesundheitsgefahren ein.
Mit Stand Juni 2018 hat Chapman über 520 Publikationen in begutachteten wissenschaftlichen Fachzeitschriften sowie 21 Bücher bzw. ausführliche Berichte verfasst. Laut Datenbank Scopus beträgt sein h-Index 52, laut Google Scholar 73 (Stand jeweils April 2024).
Er ist zudem emeritierter Herausgeber der wissenschaftlichen Zeitschrift Tobacco Control.

## Auszeichnungen (Auswahl)
Chapman wurde für seine Arbeiten vielfach ausgezeichnet und erhielt zudem zahlreiche Preise von Nichtraucherorganisationen. Die vollständige Liste ist hier abzurufen.
- Officer des Order of Australia 2013
- Finalist bei der Wahl des Australier des Jahres 2009
- Wahl zu Australia’s “10 best” durch das National Health & Medical Research Council in den Jahren 2005 und 2010
- Wahl zu den Top 100 der einflussreichsten Bewohner Sydneys 2008 und 2012

## Werke

### Bücher (Auswahl)
- S. Chapman, B. Freeman: Removing the emperor's clothes: Australia and tobacco plain packaging. Sydney University Press, Sydney 2014.
- S. Chapman, A. Barratt, M. Stockler: Let sleeping dogs lie What men should know before getting tested for prostate cancer. Sydney University Press, Sydney 2010.
- M. Scollo, M. Wakefield, D. Sullivan, L. Roberts, K. Purcell, S. Larkin, C. Connors, S. Chapman, V. Briggs, M. Daube: Technical Report No. 2 Tobacco Control in Australia: Making Smoking History. Commonwealth of Australia, Canberra 2008.
- S. Chapman: Public health advocacy and tobacco control: making smoking history. Blackwell Publishers, Oxford 2007.

### Beiträge in wissenschaftlichen Zeitschriften (Auswahl)
- Simon Chapman u. a.: Association Between Gun Law Reforms and Intentional Firearm Deaths in Australia, 1979–2013. In: Journal of the American Medical Association. Band 316, Nr. 3, 2016, S. 291–299, doi:10.1001/jama.2016.8752.
- Simon Chapman u. a.: The Pattern of Complaints about Australian Wind Farms Does Not Match the Establishment and Distribution of Turbines: Support for the Psychogenic, ‘Communicated Disease’ Hypothesis. In: PLOS ONE. 2013, doi:10.1371/journal.pone.0076584.
- Simon Chapman, Ross MacKenzie: The Global Research Neglect of Unassisted Smoking Cessation: Causes and Consequences. In: PLOS Medicine. Band 7, Nr. 2, 2010, Artikel e1000216, doi:10.1371/journal.pmed.1000216.
- Simon Chapman: The inverse impact law of smoking cessation. In: The Lancet. Band 373, Nr. 9665, 2009, S. 701–703, doi:10.1016/S0140-6736(09)60416-5.
- Simon Chapman, Becky Freeman: Markers of the denormalisation of smoking and the tobacco industry. In: Tobacco Control. Band 17, 2008, S. 25–31, doi:10.1136/tc.2007.021386.
- Simon Chapman u. a.: Impact of news of celebrity illness on breast cancer screening: Kylie Minogue's breast cancer diagnosis. In: Medical Journal of Australia. Band 183, Nr. 5, 2005, S. 247–250.
- Simon Chapman u. a.: The impact of smoke-free workplaces on declining cigarette consumption in Australia and the United States. In: American Journal of Public Health. Band 89, Nr. 7,1999, S. 1018–1023, doi:10.2105/AJPH.89.7.1018.
- Simon Chapman u. a.: Self-exempting beliefs about smoking and health: differences between smokers and ex-smokers. In: American Journal of Public Health. Band 83, Nr. 2, 1993, S. 215–219, doi:10.2105/AJPH.83.2.215.